# جيفري إس. غرينير
جيفري إس. غرينير (بالإنجليزية: Jeffrey S. Grenier)‏ هو أمين الأرشيف ومؤرخ أمريكي، ولد في 1967.